# Mesón de Cándido
El Mesón de Cándido (denominado antaño como Mesón del Azoguejo, debido a su ubicación) es un local de hostelería ubicado en la ciudad de Segovia (España), en la plaza del Azoguejo, junto al acueducto. Su inauguración data del siglo XVII. El nombre y la fama del mesón se debe a mediados del siglo XX cuando lo adquiere el cocinero castellano, y Mesonero Mayor de Castilla, Cándido López que popularizó la cocina segoviana mediante la realización de cochinillo asado y su escenografía propia de corte al canto del plato al servirlos. El mesón popularizó los asados al estilo castellano.

## Historia
El mesón se inaugura en septiembre de 1786 en un local situado junto al acueducto, en la plaza del Azoguejo (o simplemente El Azoguejo). 

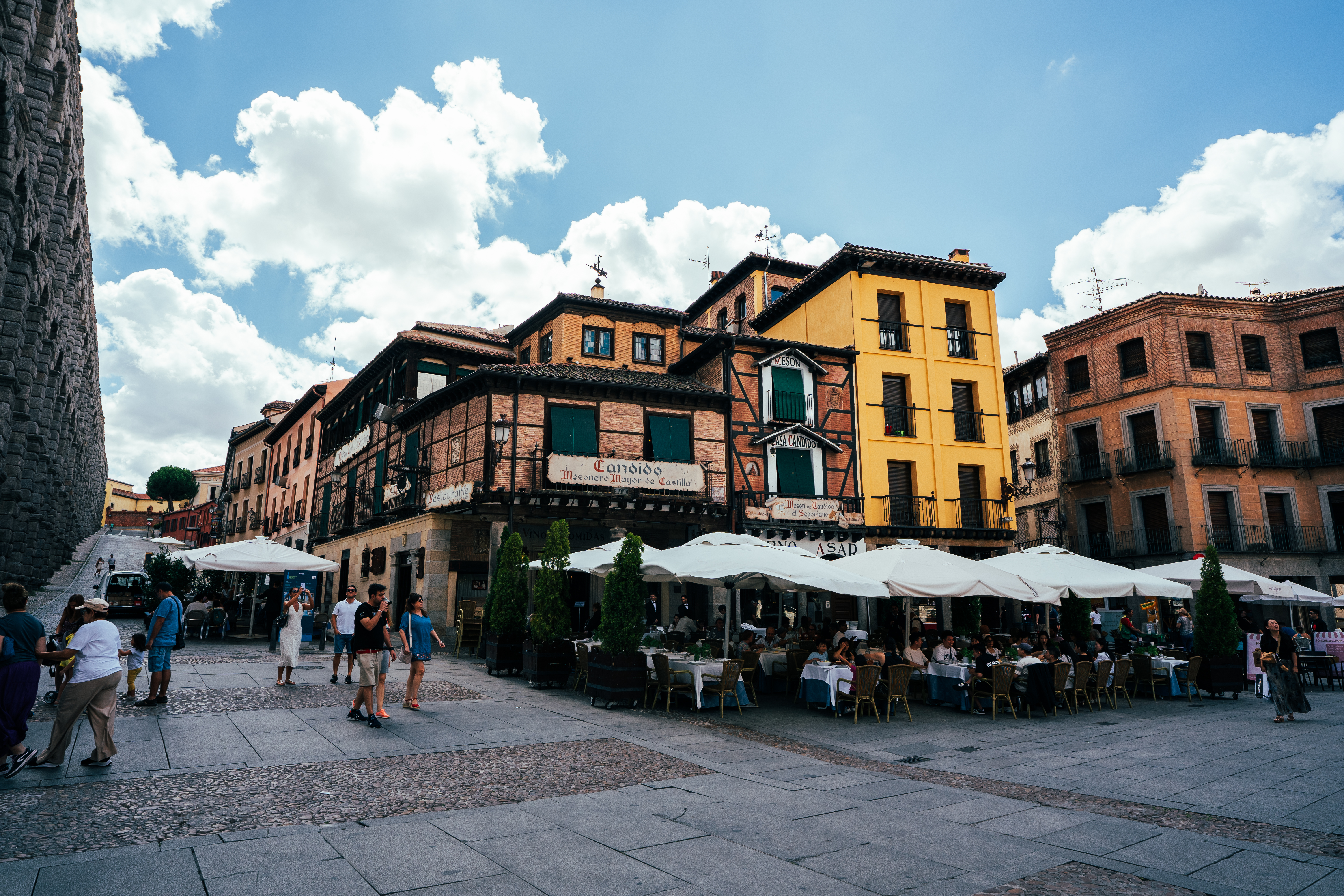
Fachada principal del Mesón de Cándido

Cándido trabaja desde su primera infancia como cocinero, y con el tiempo se hace propietario del Mesón del Azoguejo en 1931, aunque ya pertenecía a su familia. 
A los veintisiete años, Cándido se casó con Patrocinio, la hija de doña Micaela Casas, dueña del Mesón del Azoguejo. En 1931, en una "fecha memorable para la gastronomía española", según el marqués de Lozoya, Cándido se hace cargo del mesón. En 1941 (a los diez años de estar en su propiedad) el Mesón se incluye en el inventario de monumentos artísticos. 
Cándido se hace popular por cocinar el cochinillo asado (tostón asado segoviano), así como otros asados y por su famosa escenografía al golpear los cochinillos con el canto de un plato, cortándolos en trozos, para probar que están en su punto, también se hace muy conocida.
Con el decreto 12 de julio de 1941, fue restaurado y ampliado bajo las directrices de las Direcciones Generales de Arquitectura y Bellas Artes, mereciendo especial mención la colección de murales en los que se ofrecen rincones de nuestra capital y provincia junto con sus costumbres y tradiciones, muchas ya desaparecidas.
Sus libros de Oro constituyen una valiosa colección bibliográfica; con sus firmas, autógrafos y opiniones de sus visitantes; Reyes, Emperadores, miembros de Casas Reales, Jefes de Estado, Políticos, Embajadores, Premios Nobeles, Escritores, Poetas, Artistas de todas las clases, que honraron con su presencia física y dejaron su recuerdo. En la Galería de Hombres Ilustres y en pergaminos enmarcados se ofrecen las firmas de estos visitantes ilustres.
Su fama es reconocida internacionalmente y el mayor servicio que la familia Cándido puede hacer es la de conservar este Mesón del Azoguejo como homenaje a sus antecesores y como mejor servicio a la muy noble y muy leal ciudad de Segovia.